# Armand Permantier
Armand Permantier (Brussel, 1895 - 1960) was een Belgisch kunstschilder.

## Levensloop
Permantier was als kunstschilder een dilettant maar leefde voor zijn schilderkunst en het schrijven. Hij kwam moeizaam aan de kost als portier, wijnbottelaar of kaartjesknipper.  Slechts enkelen waren tijdens zijn leven op de hoogte van zijn picturale en literaire oeuvre dat zij waardeerden. Bij hen : René Magritte, Paul Colinet, Louis Scutenaire, Christian Dotremont en Marcel Broodthaers.  Ze hebben destijds gepoogd hem uit de schaduw te halen maar zonder succes.
Armand Permantier leefde in armoedige omstandigheden en overleed vereenzaamd in een Brussels tehuis voor openbare bijstand.
Zijn stijl bouwde voort op het postimpressionisme. Hij schilderde portretten, zelfportretten, landschappen en stillevens. dit alles met een zekere originaliteit.

## Tentoonstellingen
2010, Brussel, Group 2 Gallery (retrospectieve "Cet étrange Monsieur Permantier/Die rare meneer Permantier")
- Gemeinsame Normdatei: 1227748876
- International Standard Name Identifier: 0000 0000 8440 4539
- Library of Congress Control Number: n83204369
- Nationale Bibliotheek van Israël: 987007439084405171
- RKD-Nederlands Instituut voor Kunstgeschiedenis: 93886
- Union List of Artist Names: 500162184
- Virtual International Authority File: 35837739
- WorldCat: E39PBJwMHB4Fg6fdvPWYt3t9Xd